# 賴勇霖首張同名EP
《賴勇霖首張同名EP》（英語：Eddie Lai EP）是馬來西亞男歌手賴勇霖的第一張華語迷你專輯，也是他出道的第一張唱片；於2009年10月16日推出。碟中收錄《Sexy Baby》、《親愛的》以及《你好不好》三首歌曲及其卡拉OK伴唱版本外，也收錄《Sexy Baby》 的MV。當中《Sexy Baby》是賴勇霖的出道作品外，也是他的代表作品。
對於首張唱片的賣碟問題，賴勇霖在賴勇霖首張同名EP迷你專輯記者發布會時向在場記者表示希望可以賣出超過2000張；假若成真就會裸露上半身。唱片監制之一的馬毅騰為唱片給予100作為滿分。

## 曲目
| 曲序 | 曲名      | 曲     | 詞     | 編曲   | 監製 | 附註                               |
| 1    | Sexy Baby | 湯小康 | 張國祥 | 陳致銘 | Alan | 第一主打，也是出道作品以及代表作品 |
| 2    | 親愛的    | 馬逸騰 | 馬逸騰 | 馬逸騰 | Alan |                                    |
| 3    | 你好不好  | 陳璽森 | 管啟源 | 陳奕勤 | Alan | 第二主打                           |
| 4    | Sexy Baby | 湯小康 | 張國祥 | 陳致銘 | Alan | 是為卡拉OK伴唱版本                 |
| 5    | 親愛的    | 馬逸騰 | 馬逸騰 | 馬逸騰 | Alan | 是為卡拉OK伴唱版本                 |
| 6    | 你好不好  | 陳璽森 | 管啟源 | 陳奕勤 | Alan | 是為卡拉OK伴唱版本                 |

## 外部連結
- Sexy Baby
- 親愛的 （页面存档备份，存于）
- 你好不好